# عين دراهم

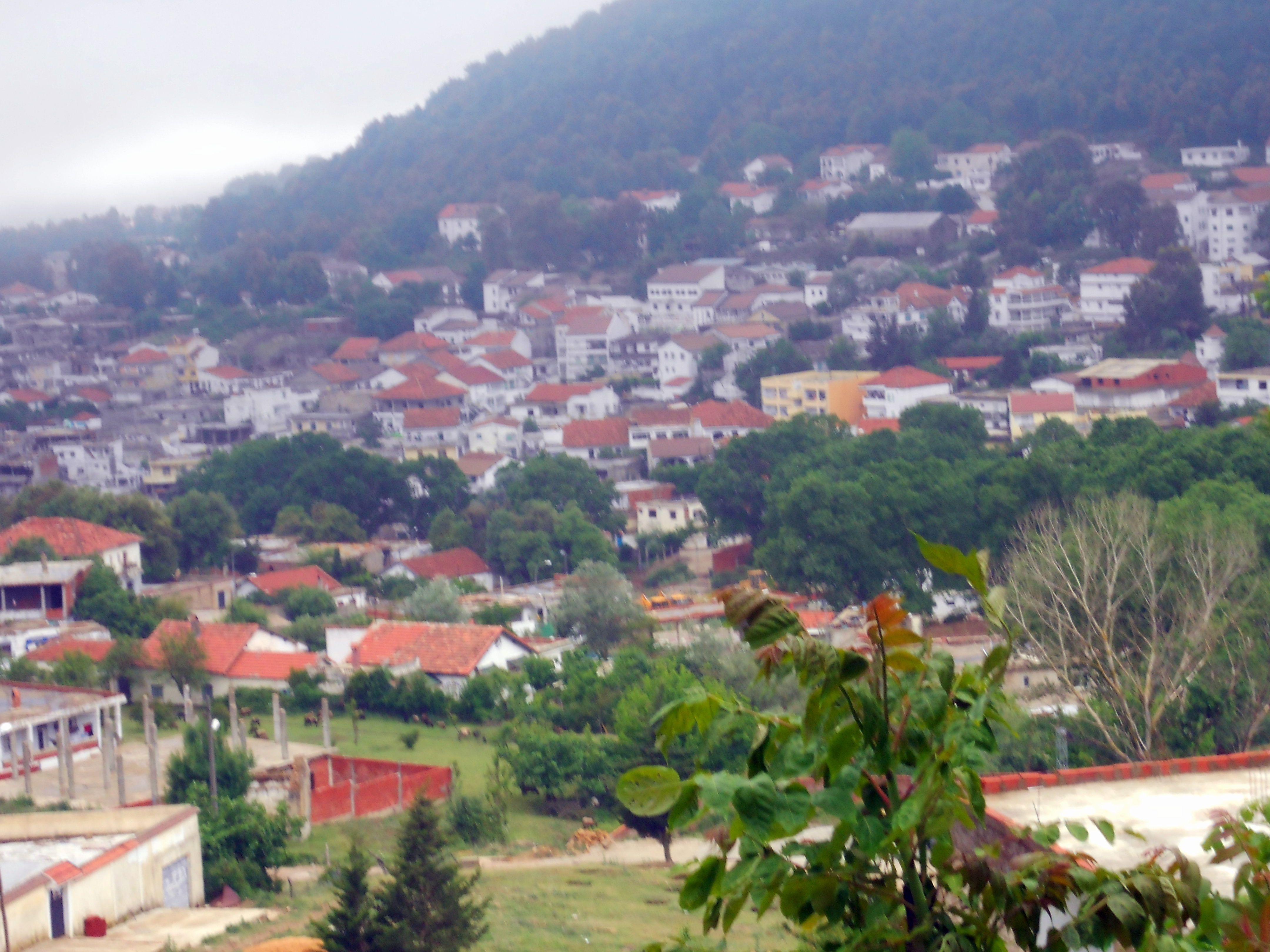
منظر عام لمدينة عين دراهم

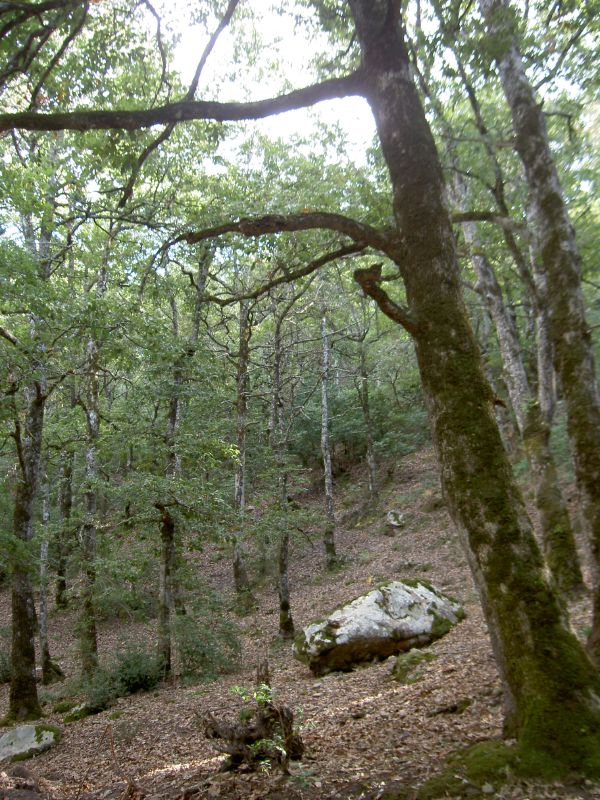
غابة عين دراهم

عين دراهم إحدى مدن الجمهورية التونسية، تقع في ولاية جندوبة في إقليم الشمال الغربي، وهي مركز معتمدية. تقع في الشمال الغربي للبلاد التونسية . عين دراهم أحد مدن ولاية جندوبـة وثالث أهم موقع سياحي في الولاية بعد مدينة طبرقة الساحلية ومدينة جندوبة مركز الولاية
يحد محافظة عين دراهم كل من محافظة فرنانة جنوبا وطبرقة شمالا وبالطا شرقا والجزائر غربا
و ترتفع المدينة 1000 متر فوق سطح البحر وتغطي الثلوج كل فصل شتاء جبال الشمال الغربي وقد سجلت عين دراهم رقما قياسيا في تونس من حيث سماكة الثلوج التي وصلت قرابة المترين سنة 2005 و طمرت أجزاء كبيرة من المدينة تحت الثلوج
اما الجزء الأجمل في عين دراهم يتمثل في قراها الجميلة المحاذية للجبال ومنازلها المعلقة في قمم جبال خمير ذات الغابات الكثيفة باشجار الصنوبر والبلوط و الفلين والزان .

## أصل التسمية
وفق عديد التفسيرات (مثلا البعض يقول أن العين تحمل اسم امرأة تدعى دراهم) فإن اسمها متأتي من عين ماء تسمى «عين المال» وهي التي استخدمها المخيم الفرنسي العسكري الأول  · ، وهي تحيلنا على المخلفات المعدنية (مادة الرصاص) التي تطفو في بعض الأماكن والتي أعطت الماء لونه الفضي.

## الجغرافيا
يحد معتمدية عين دراهم كل من معتمدية فرنانة جنوبا وطبرقة شمالا وبالطا شرقا والجزائر غربا. وهي تقع بين جبل البير (1014 متر) وجبل فرسيق وعلى خط تجميع مياه بين منحدر العطاطفة ومنحدر اليافشة.
تتميز هذه البيئة المحلية بمناخ رطب إذ تسجل فيها تساقط الأمطار أعلى النسب الوطنية (متوسط سنوي في حدود 1534 ملمتر  ) ومتوسط حرارة سنوي يقدر بـ 15 درجة مئوية، ومعدل حرارة يومي في حدود 6,6 درجة مئوية خلال شهر جانفي وفي حدود 23,9 درجة في شهر جويلية.
وتكسو المدينة تشكيلة من نباتات متوسطية كالحشائش والشجيرات وأشجار الفلين والفرنان.

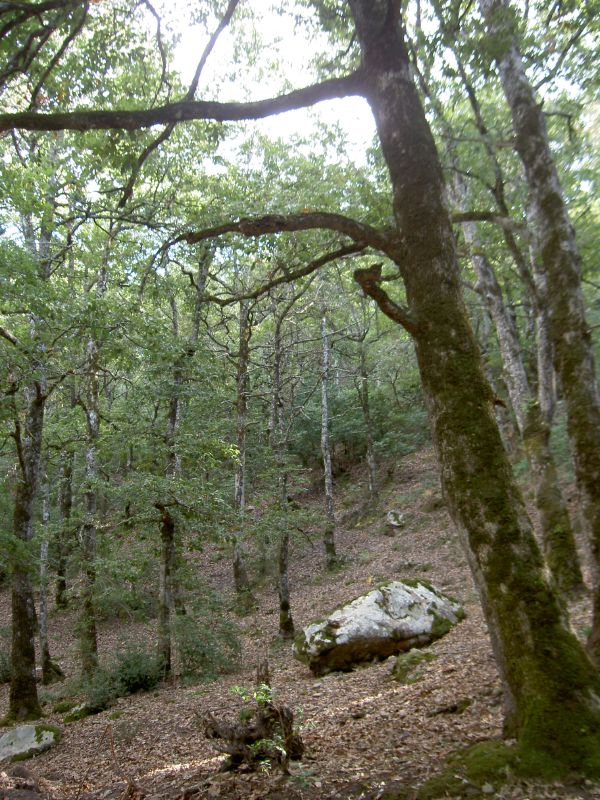
غابة عين دراهم
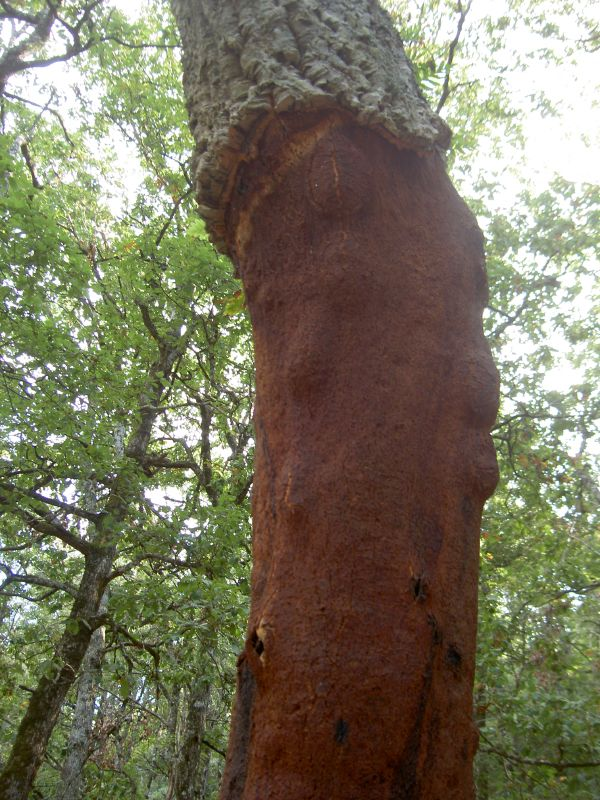
صورة لشجرة الفلين بعين دراهم

في الشتاء تغطي الثلوج المنطقة، وهي أيضا المنطقة التي وقع الإعتماد عليها (إلى جانب تالة ومكثر) للتنبأ مبكرا إلى أولى التساقطات الثلجية بالجمهوية التونسية في شهر نوفمبر من سنة 1921.

## التاريخ
كانت منطقة عين دراهم انطلاقا لقاعدة عسكرية فرنسية  ، وهي المنطقة الثالثة بعد فرنانة ومزارة السردوك التي تفضلها القوات العسكرية  ؛ كما مثلت قرية تشمل المرافق الأساسية للمستوطنين (التعليم، التجارة، استغلال الغابات، الخ.). كما أنها، سنة 1892، من أولى البلديات التونسية القائمة آنذاك.
سنة 1930، أصبحت محطة سياحية متعددة الوظائف  معدة لاحتضان المستوطنين الفرنسيين (المنح العائلية، الإقامات، الإدارات، الخ.). ولا بد من الإشارة إلى أن طبيعة المدينة الغابية وموروثها الإستعماري (الهندسة المعمارية، القرميد الأحمر، والمنتوجات التقليدية) تمثل ميزات تدعم السياحة الداخلية بها : حرارة ملطفة في فصل الصيف، غابة غنية بعدة حيوانات كالخنزير البري، مسالك صحية ورياضية تمارس بها رياضة المشي، ركوب الدراجة أو ركوب الخيل، السياحة البيئية والرياضية والإستشفائية.
ابتداءا من سنة 1982  ، وبسبب قرارات سياسية، أصبحت المدينة عنصرا من مشروع سياحة الكم التي تربط الغابة بالبحر (المحطة المندمجة بطبرقة).

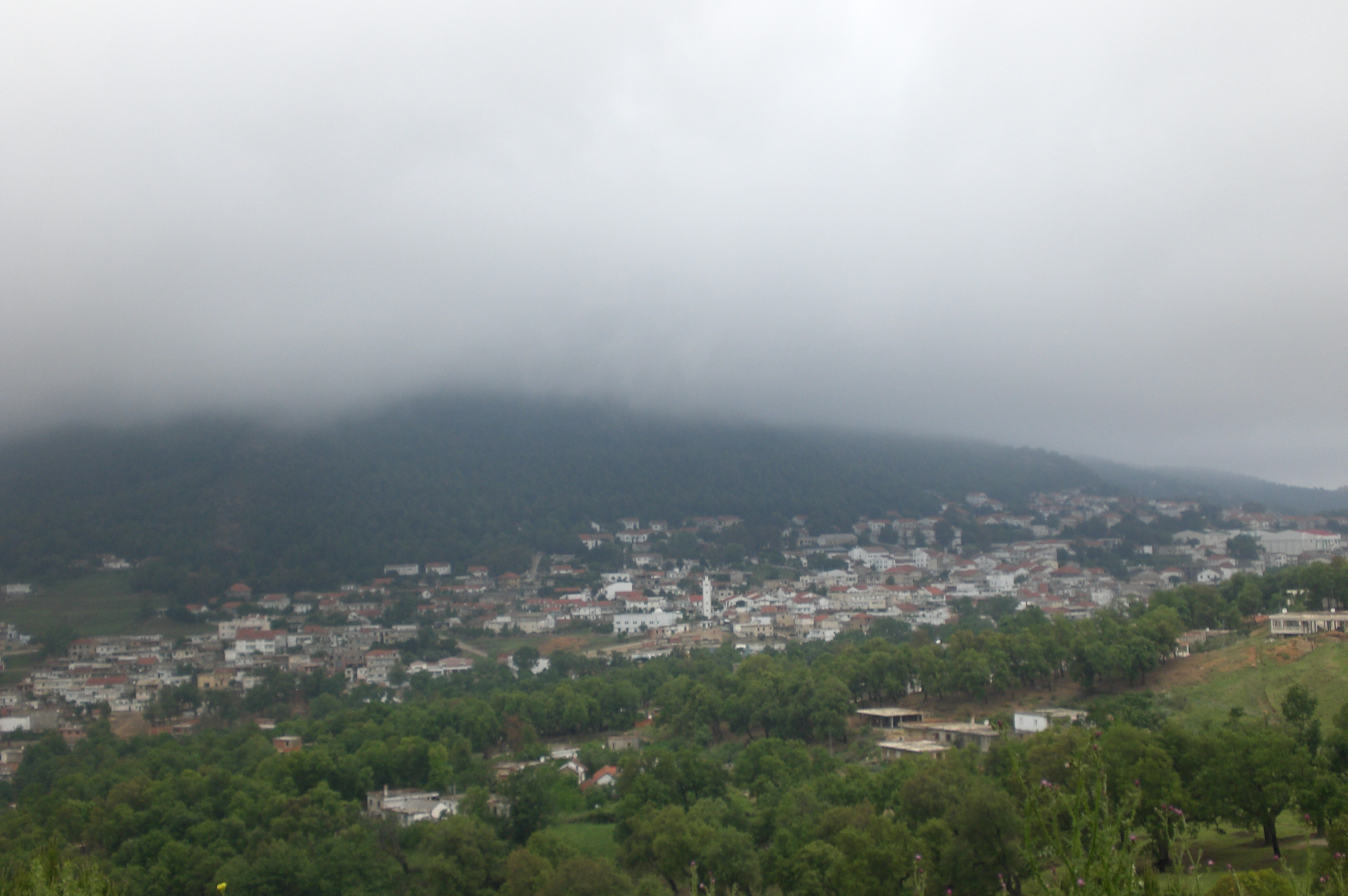
عين دراهم تحت الضباب

### مواضيع ذات علاقة
- ولاية جندوبة.